# GNOSIS
 Der er for få eller ingen kildehenvisninger i denne artikel, hvilket er et problem. Du kan hjælpe ved at angive troværdige kilder til de påstande, som fremføres i artiklen.

GNOSIS som blev oprettet i 2007 er Aarhus Universitets pædagogisk-filosofiske forskningsinitiativ til studiet af sind og tænkning. Forskningsinitiativet er tænkt som et supplement til universitetets banebrydende neurovidenskabelige forskning, og skal bidrage med et pædagogisk-filosofisk perspektiv på det neurovidenskabelige og neuroteknologiske gennembrud som vi er vidner til i disse år. GNOSIS ledes af professor dr.phil. Lars-Henrik Schmidt, se også socialanalytik.

## Fodnoter
1. ↑  "Arbejdsgrundlag". Arkiveret fra originalen 16. juni 2009. Hentet 1. juli 2008.